# Ravil Isyanov
Ravil Akhmedoullovitch Issianov, dit Ravil Isyanov (en russe : Равиль Ахмедуллович Исьянов), né le 20 août 1962 à Voskressensk (RSFS de Russie, Union soviétique) et mort le 29 septembre 2021 à Los Angeles (États-Unis), est un acteur soviétique puis russe ayant fait carrière aux États-Unis.

## Biographie
Ravil Isyanov a fait son service militaire dans l'Armée de l'air soviétique pendant deux ans. Il a étudié au théâtre d'art de Moscou. Il s'est installé au Royaume-Uni en 1990 puis est parti pour Los Angeles en 1998.
Au cinéma, il a joué dans les films : Hackers, GoldenEye, Hamlet, Le Saint, Le Chacal, Le Masque de l'araignée, K-19 : Le Piège des profondeurs, Amours sous thérapie, La Morsure du lézard, Mr. et Mrs. Smith, The Good German, Les Insurgés, Transformers 3 : La Face cachée de la Lune et Nous les coyotes. 
À la télévision, il a tenu des rôles récurrents dans les séries : The Americans et NCIS : Los Angeles.
Il a fait aussi plusieurs apparitions dans les séries : Les Aventures du jeune Indiana Jones, Buffy contre les vampires, Alias, 24 Heures chrono, Bones, Prison Break, Burn Notice, Fringe, NCIS : Enquêtes spéciales. 
Son dernier rôle sera celui de Billy Wilder dans le film Blonde (2022), le biopic sur Marilyn Monroe.
Il meurt le 29 septembre 2021, des suites d'un cancer.

## Filmographie

### Cinéma
- 1992 : Back in the U.S.S.R. de Deran Sarafian
- 1995 : Two Deaths : le lieutenant
- 1995 : Hackers : le hacker russe
- 1995 : GoldenEye : le pilote du MIG
- 1996 : Hamlet : Cornelius
- 1997 : Le Saint : le garde de Tretiak
- 1997 : Le Chacal : Ghazzi Murad
- 2000 : Doomsdayer : Viktor Dorestoy
- 2001 : Amours sous thérapie : Dino
- 2001 : Le Masque de l'araignée : Lermontov
- 2001 : Arachnid : Henry Capri
- 2002 : K-19 : Le Piège des profondeurs : Suslov
- 2003 : La Morsure du lézard : Morris Menke
- 2005 : Mr. et Mrs. Smith : Curtis
- 2006 : The Good German : le général Sikorsky
- 2008 : Les Insurgés : Viktor Panchenko
- 2011 : Transformers 3 : La Face cachée de la Lune  : Voshkod
- 2018 : Nous les coyotes : Lazlo
- 2022 : Blonde : Billy Wilder

### Télévision
- 1992 : Staline (en) d'Ivan Passer : Iakov Djougachvili
- 1993 : Les Aventures du jeune Indiana Jones (série télévisée, saison 2 épisode 7) : Sergei
- 1994 : EastEnders (soap opera, 2 épisodes) : Marku
- 2000 : Buffy contre les vampires (série télévisée, saison 5 épisode 5) : le moine
- 2001-2003 : Alias (série télévisée, 2 épisodes) : Luri Karpachev
- 2005 : À la conquête de l'espace (série documentaire) : Valentin Glouchko
- 2006 : 24 Heures chrono (série télévisée, 3 épisodes) : le technicien de Bierko
- 2006 : NCIS : Enquêtes spéciales (série télévisée, saison 4 épisode 4) : Nikolai Puchenko / John J. Stevens
- 2007 : Prison Break (série télévisée, saison 3 épisode 2) : Wyatt
- 2009 : Fringe (série télévisée, saison 2 épisode 6) : Tomas
- 2010 : Bones (série télévisée, saison 5 épisode 18) : Dimitri Vladov
- 2013 : Burn Notice (série télévisée, saison 7 épisode 4) : Vladimir Duboff
- 2014 : The Last Ship (série télévisée, 5 épisodes) : l'amiral Konstantin Ruskov
- 2013-2021 : NCIS : Los Angeles (série télévisée, 7 épisodes) : Anatoli Kirkin
- 2014 : Les Enfants du péché : Nouveau Départ (Petals on the Wind) de Karen Moncrieff (téléfilm) : George Korov
- 2017 : The Americans (série télévisée, 6 épisodes) : Ruslan